# Потоцкий, Ян Ричардович
Ян Ричардович Потоцкий (род. 31 декабря 1939, Москва) — советский и российский звукорежиссёр. Заслуженный деятель искусств России (2017).
Лауреат премии «Ника» (1994).

## Биография
Родился в семье польского актёра и художника Рышарда Потоцки (1915, Гродно — 1975, Лодзь) и режиссёра, сценариста и художника анимационного кино Сарры Яковлевны Мокиль (1906—1984).
На «Мосфильме» — с 1957 года. В 1966 году окончил электротехнический факультет Ленинградского института киноинженеров. С 1970 года — звукорежиссёр. 
Работал с режиссёрами Андреем Смирновым, Ларисой Шепитько, Вадимом Абдрашитовым, Глебом Панфиловым и другими.

## Семья
- Сестра-близнец — переводчик Мария Ричардовна Сомершаф (род. 1939).
  - Племянник — дирижёр Борис Леонидович Сомершаф.
- Сестра — актриса Малгожата Потоцкая.

## Фильмография
| - 1967 — И эти губы, и глаза зелёные… реж. Н. Михалков - 1968 — А я уезжаю домой… реж. Н. Михалков - 1970 — Белорусский вокзал реж. А. Смирнов - 1970 — Город первой любви реж. М. Захариас, Б. Яшин - 1972 — На углу Арбата и улицы Бубулинас реж. М. Захариас - 1973 — Молчание доктора Ивенса реж. Б. Метальников - 1974 — Осень реж. А. Смирнов - 1975 — Мой дом — театр реж. Б. Ермолаев - 1976 — Восхождение реж. Л. Шепитько - 1977 — Смешные люди! реж. М. Швейцер - 1979 — Верой и правдой реж. А. Смирнов - 1980 — Охота на лис реж. В. Абдрашитов - 1980 — Старый Новый год реж. О. Ефремов, Н. Ардашников - 1982 — Детский мир, реж. Валерий Кремнёв - 1982 — Остановился поезд реж. В. Абдрашитов - 1986 — Плюмбум, или Опасная игра реж. В. Абдрашитов - 1989 — Две стрелы. Детектив каменного века реж. А. Сурикова - 1990 — Ребро Адама реж. В. Криштофович - 1991 — Чокнутые реж. А. Сурикова - 1993 — Плащ Казановы реж А. Галин - 1996 — Привет, дуралеи! реж. Э. Рязанов - 1998 — Волшебная свирель (анимационный) реж. М.Тумеля - 1999 — Небо в алмазах реж. В. Пичул - 2001 — Гражданин начальник реж. Н. Досталь - 2002 — Небо. Самолёт. Девушка реж. Вера Сторожева - 2005 — Не хлебом единым реж. С. Говорухин - 2006 — Вдох-выдох, реж. Иван Дыховичный - 2007 — Без вины виноватые, реж. Глеб Панфилов - 2008 — Кромовъ, реж. Андрей Разенков - 2012 — Дело следователя Никитина, реж. Валерий Усков |